# Regula Anliker-Aebi
Regula Anliker-Aebi (Suiza, 12 de noviembre de 1965) es una atleta suiza retirada especializada en la prueba de 200 m, en la que consiguió ser subcampeona europea en pista cubierta en 1989.

## Carrera deportiva
En el Campeonato Europeo de Atletismo en Pista Cubierta de 1989 ganó la medalla de plata en los 200 metros, con un tiempo de 23.38 segundos, tras la francesa Marie-José Pérec  y por delante de la austriaca Sabine Tröger.